# Baureihe E 69
Baureihe E 69 - lokomotywa elektryczna wyprodukowana w latach 1905-1930 dla kolei lokalnej Ammergaubahn do prowadzenia pociągów turystycznych na linii kolejowej z Murnau do Oberammergau.

## Historia
W dniu 5 kwietnia 1900 roku została otwarta górska kolejka lokalna Ammergaubahn poprowadzona od stacji kolejowej w Murnau do stacji Oberammergau. W 1904 roku linia kolejowa została zelektryfikowana przez Siemens-Schuckertwerken napięciem prądu przemiennego 5,5 kV 16 Hz jako pierwsza zelektryfikowana linia kolejowa w Niemczech. Pierwsza lokomotywa elektryczna została wyprodukowana w 1906 roku przez zakłady Siemens. Pierwsza lokomotywa została oznakowana jako LAG 1. Kolejny  elektrowóz został wyprodukowany przez Siemens w 1909 roku. Trzecia lokomotywa elektryczna została wyprodukowana w 1912 roku przez Krauss-Maffei.  Czwarta lokomotywa została wyprodukowana w 1922 roku. Ostatni elektrowóz dla bawarskiej kolei lokalnej został wyprodukowany przez Krauss-Maffei w 1930 roku. Od 1938 roku elektrowozy były eksploatowane przez koleje niemieckie oraz zostały oznakowane jako Baureihe E 69. Linia kolejowa w 1954 roku została ponownie zelektryfikowana standardowym zasilaniem kolei niemieckich dlatego elektrowozy zostały przebudowane na standardowe zasilanie linii kolejowych. Elektrowozy są czynnymi eksponatami zabytkowymi eksploatowanymi do prowadzenia pociągów retro.  

## Dane techniczne
|                        | LAG 1 E 69 01 | LAG 2 E 69 02 | LAG 3 E 69 03 | LAG 4 E 69 04 | LAG 5 E 69 05 |
| ---------------------- | ------------- | ------------- | ------------- | ------------- | ------------- |
| Rok produkcji          | 1905          | 1909          | 1912          | 1922          | 1930          |
| Rok wycofania          | 1954          | 1982          | 1982          | 1977          | 1981          |
| Długość całkowita (mm) | 7500          | 7350          | 7350          | 7750          | 8700          |
| Masa służbowa (t)      | 23,5          | 25,5          | 25,5          | 25,6          | 32,0          |
| Moc godzinna (kW)      | 206           | 352           | 352           | 268           | 605           |
| Moc ciągła (kW)        | 160           | 306           | 306           | 237           | 565           |
| Siła pociągowa (kN)    | 54            | 82            | 82            | 69            | 93            |